# Opotřebení
Jako opotřebení se označuje poškození užitkového předmětu, například strojní součásti, úbytkem materiálu z povrchu při vzájemném pohybu dvou nebo více materiálů, popřípadě při interakci materiálu s prostředím. Hlavní typy opotřebení jsou odírání, tření (přilnavost a soudržnost), eroze a koroze.
Opotřebení, spolu s třením a mazáním, studuje vědní obor tribologie.
Jiným typem poškození je trhlina nebo lom, vznikající přetížením součásti (ať už jednorázovým přetížením nebo nadměrným cyklickým namáháním).